# Бендиг, Брунон
Бру́нон Бе́ндиг (пол. Brunon Bendig; 6 октября 1938, Хелмно — 15 сентября 2006, Гданьск) — польский боксёр легчайшей и полулёгкой весовых категорий, выступал за сборную Польши в первой половине 1960-х годов. Бронзовый призёр летних Олимпийских игр в Риме, обладатель серебряной медали чемпионата Европы, участник многих международных турниров и матчевых встреч.

## Биография
Родился 6 октября 1938 года в городе Хелмно, Куявско-Поморское воеводство.
Активно заниматься боксом начал в раннем детстве, проходил подготовку в гданьских боксёрских клубах «Гедания» и «Полония». Первого серьёзного успеха на ринге добился в 1959 году, когда в наилегчайшем весе занял второе место на взрослом первенстве Польши. Благодаря череде удачных выступлений удостоился права защищать честь страны на летних Олимпийских играх 1960 года в Риме — сумел дойти здесь до стадии полуфиналов легчайшего веса, после чего со счётом 1:4 проиграл советскому боксёру Олегу Григорьеву.
Получив бронзовую олимпийскую медаль, Бендиг продолжил выходить на ринг в составе национальной сборной, принимая участие во всех крупнейших международных турнирах. Так, в 1962 году он впервые стал чемпионом Польши, а в 1963-м побывал на чемпионате Европы в Москве, где, тем не менее, потерпел поражение уже в первом своём матче на турнире. Оставаясь лидером польской команды в легчайшем весе, в 1964 году прошёл квалификацию на Олимпийские игры в Токио, однако во втором матче со счётом 2:3 проиграл нигерийцу Кариму Янгу. Несмотря на ряд неудач, в 1965 году Бендиг поднялся в полулёгкую весовую категорию и съездил на чемпионат Европы в Восточный Берлин, откуда привёз медаль серебряного достоинства (в решающем матче не смог одолеть олимпийского чемпиона из СССР Станислава Степашкина).
Впоследствии Брунон Бендиг оставался действующим боксёром вплоть до 1967 года, однако в последнее время не показывал сколько-нибудь значимых результатов и в больших турнирах не участвовал. После завершения спортивной карьеры испытывал серьёзные проблемы с алкоголем, перенёс инсульт, проходил долгую реабилитацию.
Умер 15 сентября 2006 года в Гданьске, Поморское воеводство.

## Награды
- Крест Заслуги 1-й степени (1960[1])